# Schloss Žiar nad Hronom
Das Schloss Žiar nad Hronom (deutsch auch Schloss Heiligenkreuz an der Gran genannt; slowakisch Kaštieľ v Žiari nad Hronom, häufig auch Biskupský kaštieľ, zu deutsch Bischöfliches Schloss) ist ein Schloss im gemischten Stil der Renaissance und des Barock in der mittelslowakischen Stadt Žiar nad Hronom (deutsch Heiligenkreuz an der Gran). Es befindet sich am Rande des bebauten Stadtgebiets südöstlich des Stadtzentrums an der Ulica SNP, der Hauptstraße der Stadt.

## Geschichte
Schon vor dem heutigen Schlossbau standen im Mittelalter und in der frühen Neuzeit verschiedene Bauobjekte, die dem Erzbistum Gran gehörten. Hierzu zählt ein erzbischöfliches Lusthaus, das auch als Schloss bezeichnet wird, nähere Angaben zu diesem Bau sind allerdings spärlich. 1605 besetzten Aufständische von Stephan Bocskai die Stadt Heiligenkreuz und verwüsteten das ursprüngliche Schloss. Nach dem Ende des Langen Türkenkriegs begannen unter dem Erzbischof Ferenc Forgách Renovierungsarbeiten. 1619 wurde die Stadt und Schloss durch Gabriel Bethlens Truppen besetzt und kriegerische Zustände herrschten bis 1626, als deutsche Söldner die Stadt verließen.
Das heutige Schloss wurde unter Erzbischof und Kardinal Péter Pázmány gebaut und gehörte bis 1776 dem Erzbistum Gran. Weitere Aufstände, wie der von Franz I. Rákóczi im Jahr 1644 und Gefahr durch osmanische Truppen veranlassten den Bau von zwei Bastionen unter Georg Lippay. Auch dank dieses Ausbaus konnte das Schloss einem türkischen Feldzug im Jahr 1647 widerstehen. Unmittelbar nach der Schlacht von Scharnowitz im Jahr 1664 war im Schloss ein Feldlazarett untergebracht. Eine Katastrophe suchte das Schloss während des Aufstands von Emmerich Thököly heim, als es 1684 zusammen mit der Stadt geplündert. Nach der Niederschlagung wurde das Schloss in den ursprünglichen Zustand wiederhergestellt, wurde aber erneut zum kriegerischen Schauplatz während des Aufstands von Franz II. Rákóczi. 1708 wurde es zum Stabsquartier des habsburgischen Feldmarschalls Sigbert Heister.
Gemäß der Bulle Romanus pontifex von Pius VI. entstanden 1776 drei neue Suffraganbistümer des Erzbistums Gran und zwar Neusohl, Zips und Rosenau. Das Schloss gehörte fortan dem Bistum Neusohl und trotz des offiziellen Sitzes in Banská Bystrica (deutsch Neusohl) befand sich der Sitz der Bischöfe in diesem Schloss, darunter auch des ersten Bischofs Franz von Berchtold. Nach historischen Aufzeichnungen wohnten hier 1780 Familien eines Beamten, eines Schlossers, eines Hegers, eines Gärtners und eines Goldschmiedes, dazu zwei Büttelfamilien. Von 1782 bis 1794 wurde das Schloss maßgeblich saniert und umgebaut, ungefähr zur gleichen Zeit wurde ein großer Park neben dem Schloss angelegt. 
Unter Bischof Štefan Moyses wurde das sich im desolaten Zustand befindliche Schloss umfassend saniert und wegen seiner proslowakischen Haltung und Position als Präsident der Matica slovenská zu eines der Zentren der slowakischen Nationalbewegung. Nach Moyses' Tod im Jahr 1869 wurde diese Tätigkeit unter dem Nachfolger Arnold Ipolyi rasch beendet.
Ein Brand im Februar 1939 im Dachboden des Schloss bedrohte das damalige Schindeldach, durch schnelles Eingreifen von mehreren Feuerwehrbrigaden konnte aber Schlimmeres verhindert werden. Nach fast 150 Jahren als Bischofssitz unter Bischof Andrej Škrábik zurück nach Banská Bystrica verlegt. Während des Slowakischen Nationalaufstandes befand sich hier zuerst das Stabsquartier einer Partisanenbrigade, dann ein deutsches Heereskommando. Ein alliierter Fliegerangriff am 6. März 1945 tötete den ganzen deutschen Stab und beschädigte das Schloss, weitere Schäden erlitt es während der Frontverschiebung am 30. und 31. März und war für kurze Zeit durch sowjetische Soldaten besetzt. Nach dem Ende des Zweiten Weltkriegs wurde es vom Bistum an die Salesianer übergeben, die hier eine Internatsschule betrieben, nach der gewaltsamen Übernahme durch die kommunistische Macht im Jahr 1950 wurde das Schloss Staatsbesitz, dabei gingen wertvolle Kunstwerke, die Bibliothek, das Archiv und verschiedene dekorative Gegenstände verloren. Zu den Nutzern gehört der Kreisnationalausschuss von Žiar nad Hronom von 1960 bis 1967, gefolgt durch die mittlere Dienstleistung und Wirtschaftsschule (bis 2005, seit 1991 als Wirtschaftsakademie bekannt). Von 2005 bis 2018 war das Schloss Sitz der privaten Wirtschaftsakademie.
2018 erwarb die Stadt Žiar nad Hronom für 2,8 Millionen Euro das Schloss mit den umliegenden Anlagen und nutzt es seither für museale Zwecke. Hier befinden sich unter anderen das städtische Museum, Gedenkraum an Štefan Moyses sowie eine Galerie von Július Považan. Seit 2020 werden nach Voranmeldung Führungen angeboten.